# Rekruten des Todes
Rekruten des Todes (Originaltitel: Secret défense) ist ein französischer Spielfilm des Regisseurs Philippe Haïm aus dem Jahr 2008.

## Handlung
Die Studentin Diane wird vom Agenten Alex des französischen Auslandsgeheimdienst DGSE rekrutiert und anschließend in Beirut als Agentin eingesetzt. Gleichzeitig kommt der Kriminelle Pierre im Gefängnis in Kontakt mit radikalen Islamisten und schließt sich nun unter dem Namen „Aziz“ einer Terrorgruppe an, mit dem Ziel einen Anschlag in Frankreich zu verüben. Die Geschichten der beiden werden den Großteils des Films über parallel erzählt, bis sie sich zum Finale treffen. Dort gelingt es Diane, Pierre aufzuhalten und den Anschlag zu vereiteln. Er kommt wieder ins Gefängnis. Sie stellt fest, dass ihr Freund, dessen Vater sie mit ihrer Arbeit als Prostituierte erpresste und so zum DGSE brachte, in Wahrheit ein Rekrutierer des Geheimdienstes ist.

## Kritiken
„Ja, die Franzosen können alles, haben Resteuropa samt England, die auch was können, im Kino einfach abgehängt, und selbst einer, über dessen Filme gestern noch schallend gelacht wurde (Philippe Haim, Directeur der ‚Daltons‘ mit Til Schweiger!), kann heute einen ebenso relevanten wie wirkungsvollen Politthriller aufs Parkett zaubern, mit dessen Intensität und Milieugenauigkeit, Härte und dichter Spannung sich Hollywood noch wird messen müssen. Dabei nie jubelpatriotisch oder effekthascherisch, sondern kritisch, differenziert und einfühlsam. Erste Wahl für Thriller- und Dramenfreunde.“
„‚Rekruten des Todes‘ bietet nicht nur actionreiches Abenteuer, sondern auch ein hohes Maß an Realismus. Das Ergebnis ist ein Thriller, der reichlich Diskussionsstoff liefert.“